# Rugantino (film)
Pour les articles homonymes, voir Rugantino.
Pour plus de détails, voir Fiche technique et Distribution.
Rugantino est un film italien réalisé par Pasquale Festa Campanile, sorti en 1973.
Le film est inspiré de la comédie théâtrale du même nom de Pietro Garinei et Sandro Giovannini,.

## Synopsis
Rome, 1800. Rugantino est un jeune un peu fou, arrogant et très malchanceux. Il est dénoncé pour avoir tenté de voler les personnes âgées et il est battu puis condamné à la torture. Rugantino a épousé une jeune femme, Rosetta, qui semble l'aimer malgré son innocence et son incompétence, mais le jeune homme est accusé du meurtre d'un important seigneur de Rome et il est condamné à mort. Son destin est scellé et, après avoir passé quelques semaines en prison, il est décapité.

## Distribution
- Adriano Celentano : Rugantino
- Claudia Mori : Rosetta

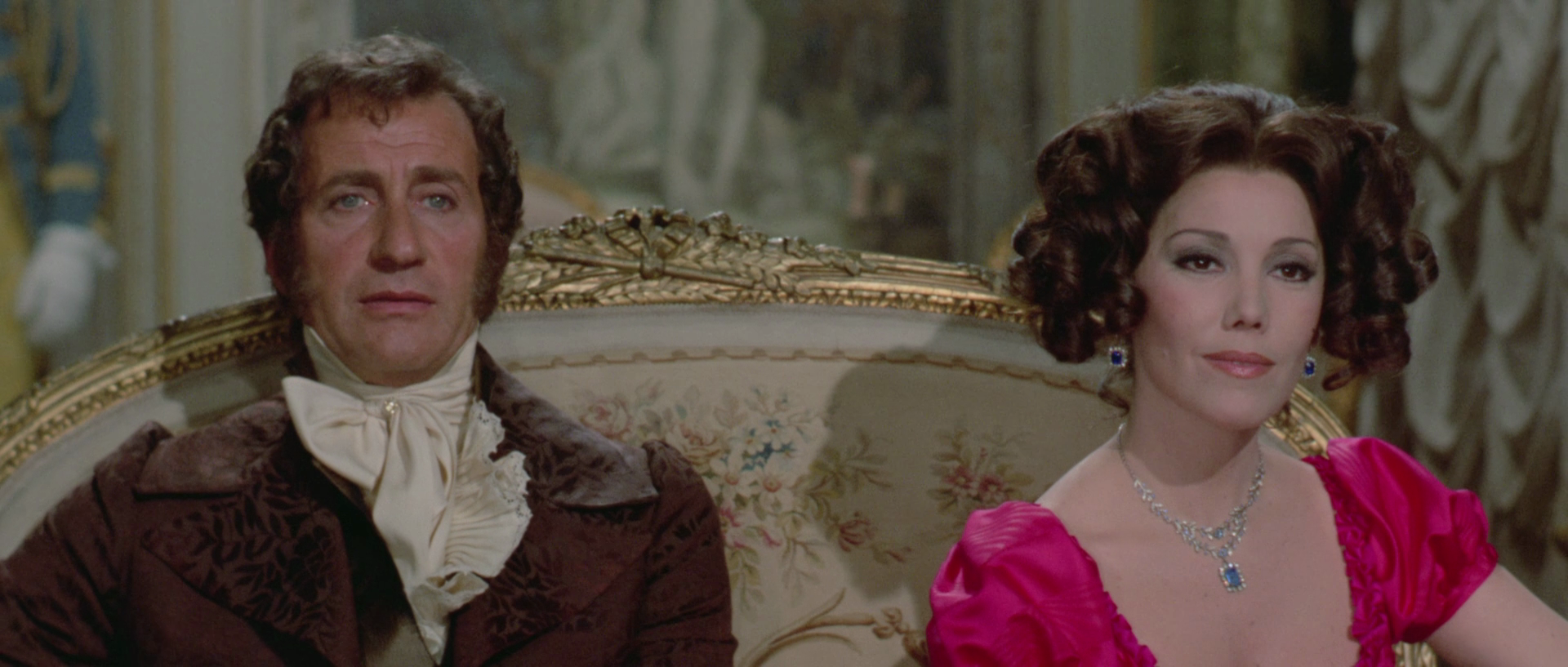
Toni Ucci et Grazia Maria Spina.

- Renzo Palmer : le cardinal Severini
- Grazia Maria Spina : Donna Marta Capitelli
- Sergio Tofano : Marquis Michele Sacconi
- Toni Ucci : Niccolò Capitelli
- Paolo Stoppa : Mastro Titta
- Riccardo Garrone : prince, frère de Niccolò
- Sandro Merli : Oste
- Guglielmo Spoletini : Gnecco
- Pippo Franco : Frascatano
- Enzo Robutti : peintre
- Renato Baldini : noble
- Elio Pandolfi
- Vincenzo Crocitti
- Alvaro Vitali : mendiant